# الکساندر مالیگین
الکساندر مالیگین (روسی: Александр Владимирович Малыгин؛ زادهٔ ۲۷ نوامبر ۱۹۷۹) بازیکن فوتبال اهل اوکراین است.
از باشگاه‌هایی که در آن بازی کرده‌است می‌توان به باشگاه فوتبال کریفباس کریفیی ریه، باشگاه فوتبال اورال یکاترینبورگ، باشگاه فوتبال ماریوپول، باشگاه فوتبال زسکا روستوف-نا-دونو، باشگاه فوتبال روتور ولگوگراد، باشگاه فوتبال تورپدو مسکو، باشگاه فوتبال روستوف، باشگاه فوتبال احمد گروزنی، باشگاه فوتبال سیمرغ زاقاتالا، باشگاه فوتبال اوورلا اوژهورود، و باشگاه فوتبال زوریا لوهانسک اشاره کرد.